# Метрополитен Цзиньхуа
Метрополитен Цзиньхуа — система метро в Китае, открыта 30 августа 2022 года.

## История
Начало строительства 28 июля 2017 года. Пуск 30 августа 2022 года.

## Строительство
Начало в 2017, в 2022 пуск первой линии.

## Линии
- Первая/красная — открыта 30 августа 2022 года, 17 станций, длина 58,4 км.
- Вторая часть/синяя — продолжение, 15 станций, длина 48,4 км. Строится.